# Kleemunjärvi, Lappland
Kleemunjärvi är en sjö i Kiruna kommun i Lappland och ingår i Torneälvens huvudavrinningsområde. Sjön har en area på 0,0891 kvadratkilometer och ligger 323 meter över havet.

## Delavrinningsområde
Kleemunjärvi ingår i det delavrinningsområde (753508-177533) som SMHI kallar för Ovan VDRID = Faulusankijoki i Lainioälvens vatten*. Medelhöjden är 317 meter över havet och ytan är 24,33 kvadratkilometer. Räknas de 327 avrinningsområdena uppströms in blir den ackumulerade arean 4 881,51 kvadratkilometer. Lainioälven som avvattnar avrinningsområdet har biflödesordning 2, vilket innebär att vattnet flödar genom totalt 2 vattendrag innan det når havet efter 312 kilometer. Avrinningsområdet består mestadels av skog (49 procent) och sankmarker (35 procent). Avrinningsområdet har 2,23 kvadratkilometer vattenytor vilket ger det en sjöprocent på 9,2 procent. Bebyggelsen i området täcker en yta av 0,28 kvadratkilometer eller 1 procent av avrinningsområdet.